# Ethernut
Ethernut est un système d'exploitation disponible pour micro-contrôleurs de la famille des Atmel AVR et ARM7.
Ses fonctionnalités principales sont :
- Multi-threading coopératif ;
- Pile TCP/IP (pile BSD) ;
- Support de système de fichiers (FAT).